# 優月ひな
優月 ひな（ゆづき ひな、2000年7月21日 - ）は、日本の女性アイドル、タレントである。
千葉県出身。合同会社モンスター・プロジェクト所属。女性アイドルグループ『i+chip=memory』のメンバー。月担当。カラー：イエロー。
また、同じモンスター・プロジェクトのアイドルグループ『mogu☆mogu』の兼任メンバーでもある。イメージカラー：紫。

## 人物
- のらりくらりに在籍する星菜めるは実妹[8]。
- ４歳からダンスを始め、ダンス歴は１７年に及ぶ[9]。
- 趣味はショッピング、特技はダンス[1]。

## 略歴
- 2015年10月27日、『Flying Mermaid』のメンバー『朝丘ひな』[10]として渋谷・TSUTAYA O-nestで行われた「道玄坂公園vol.9」[11]にてデビュー（ONE to ONE Agency所属[12]）
- 2016年7月31日、Flying Mermaid第一期活動終了[13]
- 2016年8月9日、『N-FlavoR』の初期メンバーとして活動開始[14][15]（ONE to ONE Agency所属[16] → office Triple-D所属[17]）
- 2017年8月27日、『GIRLS4EVER』の初期メンバーとして活動開始[18]。N-FlavoRと並行して活動（office Triple-D / エアリーズエンタテインメント所属）
- 2018年3月31日、N-Flavorを卒業[19]
- 2018年4月1日、GIRLS4EVER解散[20]に伴い卒業、自身も一旦活動休止に[21]（無所属となる）
- 2018年7月21日、「ホッとなPhotoClub　撮影会」（誕生日当日）に参加[22]（合同会社モンスター・プロジェクト主催）
- 2018年10月28日、「モンスター・プロジェクト秋のBBQ大会」に参加[23]（合同会社モンスター・プロジェクト主催）
- 2018年11月4日、『i*chip_memory』[24]を卒業する美月菜愛に代わり、「月を継ぐもの」として加入、『優月ひな』に改名[25]（合同会社モンスター・プロジェクト所属）
- 2019年7月1日、i*chip_memory[26]がチーム制を発表、primaryとsecondaryの２つに分割され『i*chip_memory:primary』に所属[27]
- 2019年12月31日、i*chip_memory活動終了し、翌日より『icmworks.』に改名[28]
- 2020年1月1日、i*chip_memory:primaryを引き継ぐ『刹那的世界線。』に所属[29]
- 2020年8月30日、刹那的世界線。活動休止[30]
- 2020年9月7日、『mogu☆mogu』に在籍出向となる[31]
- 2021年4月29日、『i+chip=memory』活動開始[32]、mogu☆moguは兼任メンバーとなる[33]
- 2023年1月2日、mogu☆moguとi+chip=memoryのメンバーによる新企画ユニット『もぐちっぷ』の始動を発表[34]、その一員となる[35]。